# دنیزلی
دنیزلی (به ترکی استانبولی: Denizli) (به ترکی عثمانی: دڭزلی) نام یکی از شهرهای ترکیه و مرکز استانی به همین نام است. یکی از جای‌های دیدنی و توریستی شهر دنیزلی مجموعهٔ تاریخی و تفریحی پاموک‌کاله است.

## شهرهای استان دنیزلی
این استان ۲۰ شهر دارد که که شامل دنیزلی، مرکزافندی، چوریل، اجی‌پیام، تاواس، پاموک کاله، هوناز، سرای‌کوی، بولدان، قلعه، چال، چاملی، سرین‌حصار، بوزکورت، گونِی، چارداک، بکیلی، بیاقاچ، باباداغی و باکلان هستند.

## جاذبه‌های گردشگری
از مشهورترین جاذبهٔ گردشگری آن می‌توان به مجموعه تاریخی و تفریحی پاموک کاله (Pamukkale) اشاره کرد. چشمه‌های طبقه‌ای پاموک کاله احتمالاً معروف‌ترین و محبوب‌ترین چشمه‌های داغ جهان هستند.
این منطقهٔ شگفت‌انگیز نه تنها تجربه‌ای بی نظیر از حمام کردن در این چشمه‌های داغ را به همراه دارد، بلکه مناظر آن بسیار زیبا به نظر می‌رسند. تراس‌های تراورتنی با آب چشمه‌های داغ اشباع شده و سرشار از مواد معدنی است که خواص درمانی مفیدی دارد. این ناحیه قرن‌ها برای استحمام مورد استفاده قرار گرفته‌است. شهر باستانی لائودیکا نیز در این استان واقع شده‌است. این منطقه نوعی خروس خاص دارد که از نمادهای آن به‌شمار می‌رود. این استان آب و هوایی مدیترانه‌ای دارد و در تابستان هوای آن گرم است.